# Kanton Uyuni (Potosí)
Der Kanton Uyuni ist ein Gemeindebezirk im Departamento Potosí im Hochland des südamerikanischen Anden-Staates Bolivien.

## Lage im Nahraum
Der Cantón Uyuni ist einer von fünf Kantonen im Landkreis (bolivianisch: Municipio) Uyuni in der Provinz Antonio Quijarro. Er grenzt im Norden an den Kanton Chacala, im Westen und Südwesten an die Provinz Nor Lípez, im Süden an die Provinz Sur Chichas, im Südosten an die Provinz Nor Chichas, und im Osten an das Municipio Tomave, den Kanton Pulacayo und den Kanton Huanchaca.
Der Kanton erstreckt sich zwischen etwa 20°12' und 20°59' südlicher Breite und 66°12' und 67°00' westlicher Länge. Es misst von Norden nach Süden bis zu 75 Kilometer, von Westen nach Osten bis zu 65 Kilometer. Im nördlichen Teil des Kantons liegt der zentrale Ort des Kantons, die Stadt Uyuni mit 10.551 Einwohnern (2001). Die mittlere Höhe des Kantons liegt bei 3800 m.

## Geographie
Der Kanton Uyuni liegt am östlichen Rand des bolivianischen Altiplano zwischen dem Salzsee Salar de Uyuni und der Cordillera Azanaques, die ein Teil der Gebirgskette der Cordillera Central ist. Das Klima ist ein typisches Tageszeitenklima, bei dem die täglichen Temperaturschwankungen stärker ausfallen als die Schwankungen zwischen den Jahreszeiten.
Die mittlere Durchschnittstemperatur der Region liegt bei knapp 9 °C (siehe Klimadiagramm Uyuni) und schwankt zwischen 4 und 5 °C im Juni und Juli und 11 bis 12 °C in den Sommermonaten von November bis März. Der Jahresniederschlag beträgt nur knapp 150 mm, bei einer ausgeprägten Trockenzeit von April bis November mit Monatsniederschlägen unter 10 mm, mit einem Höchstwert von 45 mm im Januar.

## Bevölkerung
Die Bevölkerungszahl in dem Kanton ist zwischen den beiden letzten registrierten Volkszählungen um knapp ein Zehntel zurückgegangen. Die Daten der Volkszählung 2012 liegen noch nicht vor:
| Jahr | Einwohner | Quelle           |
| ---- | --------- | ---------------- |
| 1992 | 12 694    | Volkszählung     |
| 2001 | 11 821    | Volkszählung     |
| 2012 | .         | noch keine Daten |

Die Bevölkerungsdichte im Municipio Uyuni betrug 2,4 Einwohner/km² bei der letzten Volkszählung von 2001, die Lebenserwartung der Neugeborenen im Municipio lag bei 62 Jahren. 
Der Alphabetisierungsgrad bei den über 19-Jährigen im Municipio Uyuni beträgt 84 Prozent, und zwar 94 Prozent bei Männern und 76 Prozent bei Frauen (2001).
Die Region weist einen hohen Anteil an Quechua-Bevölkerung auf, im Municipio Uyuni sprechen 43,4 % der Bevölkerung die Quechua-Sprache.

## Gliederung
Der Cantón Uyuni ist in sieben Subkantone (bolivianisch: vicecantones) untergliedert:
- Ciudad Uyuni – 1 Gemeinde – 10.551 Einwohner (2001)
- Vicecantón Uyuni – 4 Gemeinden – 146 Einwohner
- Vicecantón Colchani – 3 Gemeinden – 551 Einwohner
- Vicecantón Cerdas – 1 Gemeinde – 289 Einwohner
- Vicecantón Comunidad Noel Mariaca – 3 Gemeinden – 40 Einwohner
- Vicecantón Comunidad Sullchi – 8 Gemeinden – 92 Einwohner
- Vicecantón Comunidad Vila Villque – 20 Gemeinden – 152 Einwohner